# Maria Mazurkiewicz-Bełdzińska
Maria Bronisława Mazurkiewicz-Bełdzińska – polska lekarka, profesor doktor habilitowana nauk medycznych, specjalistka neurologii oraz neurologii dziecięcej, epileptolog, kierownik Kliniki Neurologii Rozwojowej Gdańskiego Uniwersytetu Medycznego, ordynator Kliniki Neurologii Rozwojowej Gdańskiego Uniwersyteckiego Centrum Klinicznego w Gdańsku, Przewodnicząca Zarządu Polskiego Towarzystwa Neurologów Dziecięcych. 
Wiceprezes Polskiego Towarzystwa Epileptologii, Członek Zarządu Sekcji Padaczki Polskiego Towarzystwa Neurologicznego. Współautorka programu specjalizacji oraz licznych wytycznych i standardów w zakresie neurologii dziecięcej i epileptologii.

## Życiorys
Ukończyła kierunek lekarski w Akademii Medycznej w Gdańsku. W roku 1993 uzyskała stopień doktora nauk medycznych na podstawie pracy „The effect of enhanced GABA-ergic transmission on cognitive functions: an experimental study", którą prowadziła będąc na stypendium naukowym na Uniwersytecie w Kuopio. W 2012 roku uzyskała stopień doktora habilitowanego nauk medycznych na podstawie rozprawy „Skuteczność, objawy niepożądane i wpływ na jakość życia nowych leków przeciwpadaczkowych w terapii padaczki u dzieci i młodzieży". 3 października 2019 roku nadano jej tytuł profesora nauk medycznych. Piastuje stanowisko profesora i kierownika Kliniki Neurologii Rozwojowej Wydziału Lekarskiego Gdańskiego Uniwersytetu Medycznego.
Jest członkinią Komitetu Nauk Neurologicznych na V Wydziale Nauk Medycznych Polskiej Akademii Nauk.
Od 2002 roku aktywnie działa w strukturach Polskiego Towarzystwa Neurologów Dziecięcych (PTND) a od 2019 jest Przewodnicząca Zarządu Głównego. Dodatkowo w latach 2014-2015 pełniła funkcje konsultanta krajowego w dziedzinie neurologii dziecięcej od 2016 roku jest konsultantem wojewódzkim (województwo pomorskie) w zakresie neurologii dziecięcej.

## Odznaczenia
- Srebrny Krzyż Zasługi (2022)[10]

## Wybrane publikacje
- Use of cannabidiol in the treatment of epilepsy[11]
- Managing CLN2 disease: a treatable neurodegenerative condition among other treatable early childhood epilepsies[12]
- Current treatment of convulsive status epilepticus - a therapeutic protocol and review[13]
- Long-term efficacy of valproate versus lamotrigine in treatment of idiopathic generalized epilepsies in children and adolescents[14]
- Correlation of neuroradiological, electroencephalographic and clinical findings in cortical dysplasias in children[15]